# 贝尔维尤 (内布拉斯加州)
貝爾維尤（英語：Bellevue）是美國內布拉斯加州薩皮縣的一座城市，位於該州東部密蘇里河畔。面積34.7平方公里，2000年人口44,382人，是該州第三大城市。
建於1855年，是內布拉斯加州最古老的城市。